# Rajd Irlandii 2009
Rezultaty Rajdu Irlandii (2nd Rally Ireland), 1. rundy Rajdowych Mistrzostw Świata w 2009 roku, który odbył się w dniach 30 stycznia-1 lutego:

## Klasyfikacja ostateczna
| Msc.     | Kierowca           | Pilot             | Samochód              | Czas      | Strata   | Grupa | Punkty |
| WRC      | WRC                | WRC               | WRC                   | WRC       | WRC      | WRC   | WRC    |
| -------- | ------------------ | ----------------- | --------------------- | --------- | -------- | ----- | ------ |
| 1.       | Sébastien Loeb     | Daniel Elena      | Citroën C4 WRC        | 2:48:25.7 |          | A8 M  | 10     |
| 2.       | Daniel Sordo       | Marc Marti        | Citroën C4 WRC        | 2:49:53.6 | 1:27.9   | A8 M  | 8      |
| 3.       | Mikko Hirvonen     | Jarmo Lehtinen    | Ford Focus RS WRC 08  | 2:50:33.5 | 2:07.8   | A8 M  | 6      |
| 4.       | Henning Solberg    | Cato Menkerud     | Ford Focus RS WRC 08  | 2:54:58.1 | 6:32.4   | A8 M  | 5      |
| 5.       | Chris Atkinson     | Stéphane Prévot   | Citroën C4 WRC        | 2:56:17.6 | 7:51.9   | A8 M  | 4      |
| 6.       | Sébastien Ogier    | Julien Ingrassia  | Citroën C4 WRC        | 2:59:09.7 | 10:44.0  | A8    | 3      |
| 7.       | Matthew Wilson     | Scott Martin      | Ford Focus RS WRC 08  | 2:59:49.5 | 11:23.8  | A8    | 2      |
| 8.       | Khalid Al Qassimi  | Michael Orr       | Ford Focus RS WRC 08  | 3:02:33.6 | 14:07.9  | A8    | 1      |
|          |                    |                   |                       |           |          |       |        |
| 10.      | Urmo Aava          | Kuldar Sikk       | Ford Focus RS WRC '08 | 3:04:01.1 | +15:35.4 | A8 M  |        |
|          |                    |                   |                       |           |          |       |        |
| 14.      | Jari-Matti Latvala | Miikka Anttila    | Ford Focus RS WRC '09 | 3:11:58.2 | +23:32.5 | A8 M  |        |
|          |                    |                   |                       |           |          |       |        |
| 18.      | Conrad Rautenbach  | Daniel Barritt    | Citroën C4 WRC        | 3:25:03.6 | +36:37.9 | A8 M  |        |
| JWRC     |                    |                   |                       |           |          |       |        |
| 1. (16.) | Aaron Burkart      | Michael Kölbach   | Suzuki Swift S1600    | 3:16:41.5 |          | A6    | 10     |
| 2. (17.) | Martin Prokop      | Jan Tománek       | Citroën C2 S1600      | 3:17:28.8 | 47.3     | A6    | 8      |
| 3. (19.) | Simone Bertolotti  | Luca Celestini    | Suzuki Swift S1600    | 3:25:41.6 | 9:00.1   | A6    | 6      |
| 4. (20.) | Yoann Bonato       | Benjamin Boulloud | Suzuki Swift S1600    | 3:29:47.7 | 13:06.2  | A6    | 5      |
| 5. (22.) | Kevin Abbring      | Erwin Mombaerts   | Renault Clio R3       | 3:34:19.5 | 17:38.0  | A7    | 4      |
| 6. (25.) | Luca Griotti       | Corrado Bonato    | Renault Clio R3       | 3:43:49.9 | 27:08.4  | A7    | 3      |

1. ↑  Litera M przy oznaczeniu grupy do której należy samochód oznacza, iż tylko ci kierowcy zdobywali punkty dla swoich zespołów liczonych w klasyfikacji producentów na koniec sezonu.

## Odcinki specjalne
| Dzień         | Odcinek | Godz. rozp. | Nazwa            | Długość  | Zwycięzca   | Czas     | Średnia prędkość | Lider rajdu |
| ------------- | ------- | ----------- | ---------------- | -------- | ----------- | -------- | ---------------- | ----------- |
| 1 30 stycznia | OS1     | 08:13       | Glenboy 1        | 22,25 km | J. Latvala  | 12:44.0  | 104,8 km/h       | J. Latvala  |
| 1 30 stycznia | OS2     | 09:01       | Cavan 1          | 15,09 km | S. Loeb     | 8:31.5   | 106,2 km/h       | U. Aava     |
| 1 30 stycznia | OS3     | 09:42       | Aughnasheelan 1  | 25,19 km | S. Loeb     | 14:35.2  | 103,6 km/h       | U. Aava     |
| 1 30 stycznia | OS4     | 13:02       | Glenboy 2        | 22,25 km | S. Loeb     | 11:37.4  | 114,9 km/h       | S. Loeb     |
| 1 30 stycznia | OS5     | 13:50       | Cavan 2          | 15,09 km | S. Loeb     | 7:40.5   | 118,0 km/h       | S. Loeb     |
| 1 30 stycznia | OS6     | 14:31       | Aughnasheelan 2  | 25,19 km | S. Loeb     | 13:44.6  | 110,0 km/h       | S. Loeb     |
| 1 30 stycznia | OS7     | 18:54       | Murley           | 24,70 km | Odwołany    | Odwołany | Odwołany         | S. Loeb     |
| 1 30 stycznia | OS8     | 19:39       | Fardoss          | 14,77 km | Odwołany    | Odwołany | Odwołany         | S. Loeb     |
| 2 31 stycznia | OS9     | 08:13       | Sloughan Glen 1  | 27,76 km | S. Loeb     | 14:43.3  | 113,1 km/h       | S. Loeb     |
| 2 31 stycznia | OS10    | 09:06       | Ballinamallard 1 | 25,46 km | S. Loeb     | 13:02.1  | 117,2 km/h       | S. Loeb     |
| 2 31 stycznia | OS11    | 09:49       | Tempo 1          | 13,46 km | S. Loeb     | 7:33.1   | 106,9 km/h       | S. Loeb     |
| 2 31 stycznia | OS12    | 13:57       | Sloughan Glen 2  | 27,76 km | M. Hirvonen | 14:33.9  | 114,4 km/h       | S. Loeb     |
| 2 31 stycznia | OS13    | 14:50       | Ballinamallard 2 | 25,46 km | S. Loeb     | 12:51.4  | 118,8 km/h       | S. Loeb     |
| 2 31 stycznia | OS14    | 15:33       | Tempo 2          | 13,46 km | S. Loeb     | 7:30.1   | 107,7 km/h       | S. Loeb     |
| 3 1 lutego    | OS15    | 08:35       | Geevagh          | 11,48 km | M. Hirvonen | 6:11.3   | 111,3 km/h       | S. Loeb     |
| 3 1 lutego    | OS16    | 09:00       | Arigna           | 10,88 km | S. Loeb     | 6:03.6   | 107,7 km/h       | S. Loeb     |
| 3 1 lutego    | OS17    | 09:51       | Lough Gill       | 13,51 km | M. Hirvonen | 6:27.0   | 125,7 km/h       | S. Loeb     |
| 3 1 lutego    | OS18    | 12:09       | Donegal Bay      | 14,47 km | M. Hirvonen | 8:09.7   | 106,4 km/h       | S. Loeb     |
| 3 1 lutego    | OS19    | 13:10       | Donegal Town     | 1,50 km  | M. Hirvonen | 1:08.1   | 79,3 km/h        | S. Loeb     |

## Klasyfikacja po 1 rundzie
Tabele przedstawiają tylko pięć pierwszych miejsc.

### Kierowcy
| Lp. | Kierowca        | Pkt |
| --- | --------------- | --- |
| 1   | Sébastien Loeb  | 10  |
| 2   | Daniel Sordo    | 8   |
| 3   | Mikko Hirvonen  | 6   |
| 4   | Henning Solberg | 5   |
| 5   | Chris Atkinson  | 4   |

### Producenci
| Lp. | Producent                          | Pkt |
| --- | ---------------------------------- | --- |
| 1   | Citroën Total WRT                  | 18  |
| 2   | BP Ford Abu Dhabi World Rally Team | 8   |
| 3   | Stobart VK Ford Rally Team         | 8   |
| 4   | Citroën Junior Team                | 5   |